# Mark Eaton
Mark Edward Eaton (Inglewood, 24 januari 1957 – Park City, 28 mei 2021) was een Amerikaans basketbalspeler die als center speelde. Hij speelde elf seizoenen in de NBA (1982-1993), allemaal voor Utah Jazz. Eaton werd in zowel 1985 als 1989 verkozen tot NBA Defensive Player of the Year en in 1989 ook tot All-Star.
Eaton was vier seizoenen de speler met de meeste blocks in de NBA (1983/84, 1984/85, 1986/87 en 1987/88) en is houder van het record voor de meeste blocks in één NBA-seizoen aller tijden, zowel totaal (456) als gemiddeld per wedstrijd (5,56). Deze cijfers behaalde hij in het seizoen 1984/85. Hij heeft ook het hoogste gemiddelde aantal blocks per wedstrijd in de NBA gemeten over zijn gehele carrière (3,5). Utah Jazz nam in 1996 zijn rugnummer 53 uit omloop om hem te eren.